# Heliangelus clarisse
El colibrí de Clarissa o ángel del sol de Clarissa (Heliangelus clarisse) es una especie de ave apodiforme de la familia Trochilidae, perteneciente al género Heliangelus. Es nativo de regiones andinas y montañosas del noroeste de América del Sur.

## Distribución y hábitat
Se distribuye por la Serranía del Perijá en la frontera entre el noreste de Colombia y noroeste de Venezuela y en los Andes orientales de Colombia y extremo oeste de Venezuela.
Esta especie es considerada bastante común en sus hábitats naturales: los bordes de bosques nubosos y enanos, pero puede ser encontrado ocasionalmente en vegetación más abierta como páramo de altitud, incluyendo campos abiertos con arbustos y árboles dispersos, quebradas húmedas tupidas y bosques más abiertos; en altitudes entre 1800 y 3600 m.

## Descripción
Mide en promedio 9 cm de longitud y pesa 5,3 g. Su pico es corto y el plumaje de los machos es de color verde oscuro, con la corona de tonos variables oscuros en la subespecie verdiscutus, púrpura en la violiceps y verde pálido en la clarisse. Poseen un pequeño parche blanco detrás del ojo y una franja del mismo color en el pecho. Su cola es ancha y larga, de color verde bronce oscuro, con la punta de las rectrices exteriores de color blanco.

## Sistemática

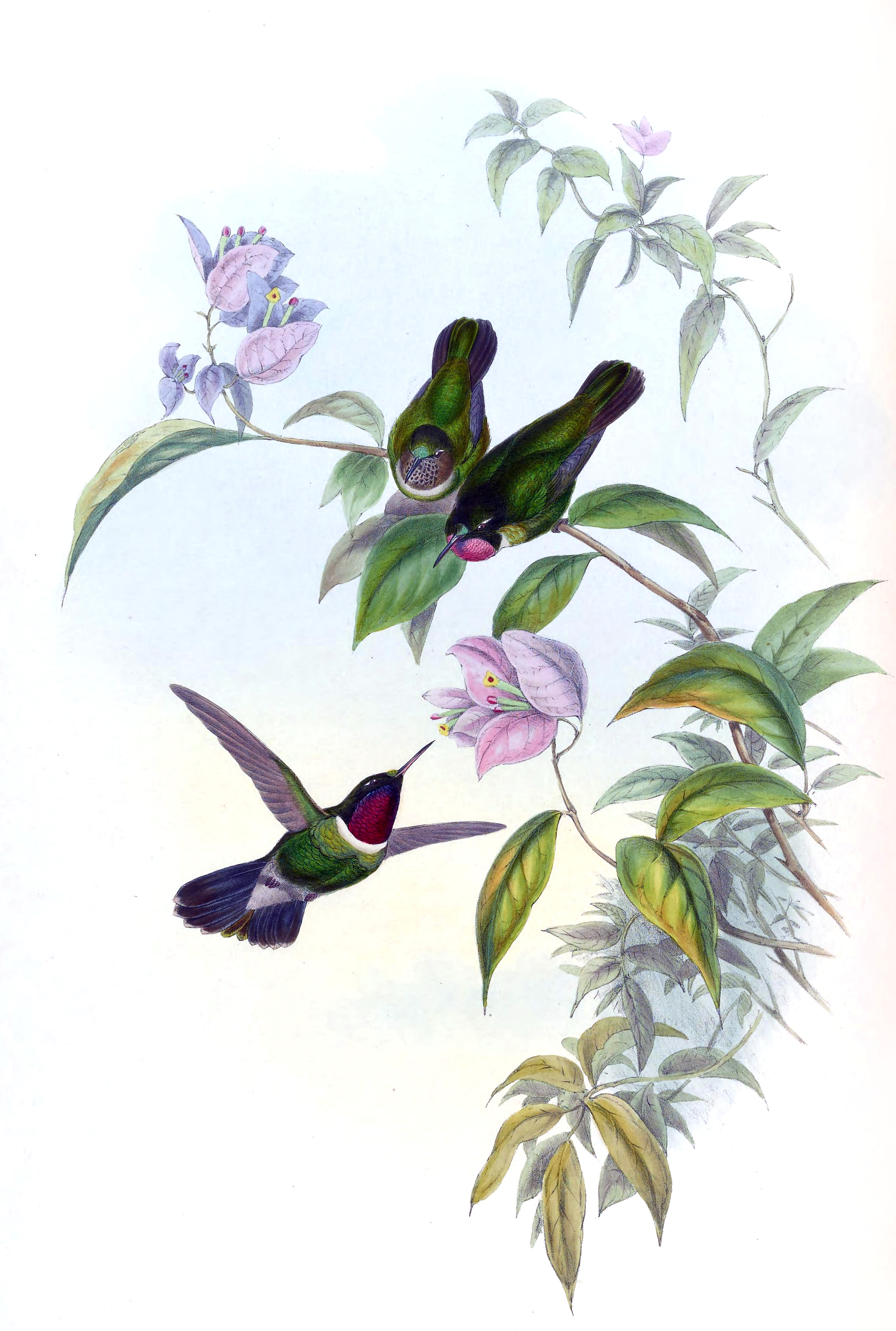
Heliangelus clarisse ilustración de Gould y Richter, 1861.

### Descripción original
La especie H. clarisse fue descrita por primera vez por el ornitólogo francés Agathe François Gouÿe de Longuemare en 1841 bajo el nombre científico Ornismya clarisse ; su localidad tipo es: «Bogotá, Colombia».

### Etimología
El nombre genérico masculino «Heliangelus» se compone de las palabras del griego «hēlios» que significa ‘sol’, y «angelos» que significa ‘ángel’; y el nombre de la especie «clarisse», conmemora a Clarisse Parzudaki, esposa del ornitólogo francés Èmile Parzudaki.

### Taxonomía
La presente especie y Heliangelus spencei fueron alternativamente tratadas como especies plenas o como subespecies de Heliangelus amethysticollis, H. spencei  también fue tratada como subespecie de la presente. Actualmente la mayoría de las clasificaciones las consideran como especies separadas, con base en las diferencias morfológicas y también vocales; con excepción del Comité de Clasificación de Sudamérica (SACC) que aguarda una proposición al respecto.
Se han registrado híbridos de la presente especie con Heliodoxa leadbeateri.

### Subespecies
Según la clasificación del Congreso Ornitológico Internacional (IOC)  se reconocen tres subespecies, con su correspondiente distribución geográfica:
- Heliangelus clarisse clarisse (Longuemare), 1841 – Andes orientales de Colombia y adyacente oeste de Venezuela.[6]
- Heliangelus clarisse verdiscutus Phelps, Sr. & Phelps, Jr., 1955 – región del Tamá en el noreste de Colombia y noroeste de Venezuela.[12]
- Heliangelus clarisse violiceps Phelps, Sr. & Phelps, Jr., 1953 – Serranía del Perijá.[6]

La clasificación Clements Checklist/eBird  trata como verdiscutus como inválida, un sinónimo de la subespecie nominal.